# Cantone di Toul-Sud
Il Cantone di Toul-Sud era una divisione amministrativa dell'arrondissement di Toul.
È stato soppresso a seguito della riforma complessiva dei cantoni del 2014, che è entrata in vigore con le elezioni dipartimentali del 2015.
Comprendeva parte della città di Toul e i comuni di
- Bicqueley
- Blénod-lès-Toul
- Bulligny
- Charmes-la-Côte
- Chaudeney-sur-Moselle
- Choloy-Ménillot
- Crézilles
- Domgermain
- Gye
- Mont-le-Vignoble
- Moutrot
- Ochey
- Pierre-la-Treiche
- Sexey-aux-Forges
- Villey-le-Sec